# (29957) 1999 JR91
A (29957) 1999 JR91 a Naprendszer kisbolygóövében található aszteroida. A LINEAR projekt keretében fedezték fel 1999. május 12-én.